# Alt Meteln
Alt Meteln ist eine Gemeinde im Norden des Landkreises Nordwestmecklenburg in Mecklenburg-Vorpommern (Deutschland). Die Gemeinde wird vom Amt Lützow-Lübstorf mit Sitz in der Gemeinde Lützow verwaltet.

## Geografie
Die Gemeinde Alt Meteln liegt 15 Kilometer nördlich von Schwerin in einem Grundmoränengebiet, dessen Hügel den Spiegel des Schweriner Sees im Osten und das Tal der oberen Stepenitz im Westen etwa um 30 Meter überragen. Der Aubach fließt durch das Gemeindegebiet in Richtung Schwerin. Die höchste Erhebung bildet der Alandsberg mit 74 m ü. NHN im Ortsteil Neu Meteln.
Umgeben wird Alt Meteln von den Nachbargemeinden Bobitz im Norden, Zickhusen im Nordosten, Lübstorf im Osten, Klein Trebbow im Südosten, Cramonshagen im Südwesten, Dalberg-Wendelstorf im Westen sowie Testorf-Steinfort im Nordwesten.
Zu Alt Meteln gehören die Ortsteile Alt Meteln, Ausbau, Böken, Grevenhagen, Hof Meteln, Moltenow und Neu Meteln.

## Geschichte
Alt Meteln wurde erstmals urkundlich 1284 erwähnt, als Graf Helmold von Schwerin mehrere Dörfer, darunter auch „Metle“ (Alt Meteln) vom Bischof Hermann von Schwerin zu Lehen nahm. Der Ortsname lässt eine Besiedlung aus Westfalen vermuten, vgl. Metelen im Münsterland.
Am Ende des Dreißigjährigen Krieges lagen viele Höfe wüst. Als nach 1690 wieder mehr Höfe besetzt waren, gab es eine Schmiede und einen Krug. Zudem war ein Forsthof eingerichtet worden.
Die Dorfkirche wurde als gotische Backsteinkirche in der zweiten Hälfte des 13. Jahrhunderts erbaut. Auf der Westseite steht ein hölzerner Glockenstuhl mit drei Glocken.
Alt Meteln hat in den 1990er und 2000er Jahren seinen alten Dorfkern saniert und so viel von seinem dörflichen Charakter bewahrt.
Moltenow wurde 1433 mit seinem Rittergut erwähnt, das sich im 16. Jahrhundert im Besitz der Familie von Raven befand. Letzter Besitzer soll bis um 1945 die Familie von Suckow gewesen sein. Das zweigeschossige Gutshaus diente nach 1945 als Wohnhaus für Übersiedler und wurde später abgerissen.
Neu Meteln: 1828/29 wurde die Dorffeldmark Meteln neu vermessen, die Felder neu eingeteilt. An der Dambecker Scheide gründete die herzogliche Kammer eine neue Büdnersiedlung mit am Ende zehn Büdnereien. Für die neue Siedlung auf Metelner Flurgebiet wurde die Bezeichnung „Neu Meteln“ gebräuchlich.
Hof Meteln und Moltenow wurden am 1. Juli 1950 eingemeindet. Böken gehört seit dem 13. Juni 2004 zur Gemeinde Alt Meteln.

## Politik

### Gemeindevertretung
Die Gemeindevertretung von Alt Meteln besteht aus 10 Mitgliedern und der Bürgermeisterin. Sie setzt sich seit der Kommunalwahl am 9. Juni 2024 wie folgt zusammen:
| Partei / Liste                 | Stimmenanteil | Sitze |
| ------------------------------ | ------------- | ----- |
| Freie Wählergemeinschaft (FWG) | 65,0 %        | 6     |
| CDU                            | 21,3 %        | 2     |
| SPD                            | 08,3 %        | 1     |
| Bündnis 90/Die Grünen          | 05,4 %        | 1     |

### Bürgermeister
- bis 2009: Dieter Franz
- 2009–2024: Hans-Jürgen Zobjack (FWG)[6]
- seit 2024: Bärbel Eichenbrot (FWG)

In der Bürgermeisterwahl am 26. Mai 2019 wurde Zobjack ohne Gegenkandidat mit 86,9 % der gültigen Stimmen in seinem Amt bestätigt. Am 9. Juni 2024 wurde Eichenbrot ohne Gegenkandidat mit 86,4 % der gültigen Stimmen zu seiner Nachfolgerin gewählt.

### Wappen, Flagge, Dienstsiegel
Die Gemeinde verfügt über kein amtlich genehmigtes Hoheitszeichen, weder Wappen noch Flagge. Als Dienstsiegel wird das kleine Landessiegel mit dem Wappenbild des Landesteils Mecklenburg geführt. Es zeigt einen hersehenden Stierkopf mit abgerissenem Halsfell und Krone und der Umschrift „GEMEINDE ALT METELN • LANDKREIS NORDWESTMECKLENBURG“.

## Sehenswürdigkeiten

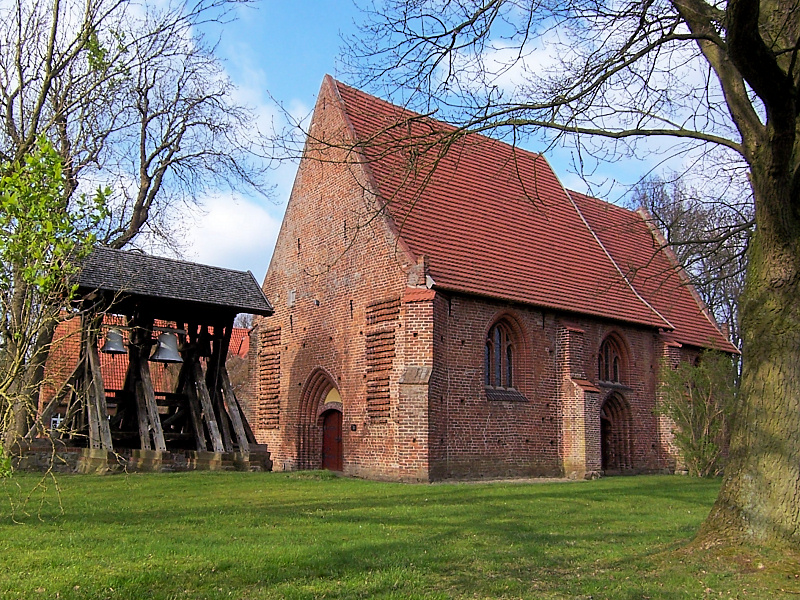
Dorfkirche Alt Meteln

→ Siehe auch Liste der Baudenkmale in Alt Meteln
- Gotische Dorfkirche Alt Meteln aus Backstein vom 14. Jahrhundert mit eingezogenem Chor

## Verkehr
Die Anschlussstelle Bobitz der Autobahn 20 liegt etwa zehn Kilometer von Alt Meteln entfernt, die Nachbargemeinde Lübstorf liegt an der Bundesstraße 106 von Wismar nach Schwerin sowie an der parallel verlaufenden Bahnstrecke Ludwigslust–Wismar.

## Persönlichkeiten
- Theodor Schulenburg (1831–1911), Pädagoge und plattdeutscher Schriftsteller, in Alt Meteln geboren
- Karl Frahm (1913–?), Politiker (NDPD), in Alt Meteln geboren
- Horst Fischer (* 1935), Politiker (NDPD), in Alt Meteln geboren
- Volkmar Schultz (* 1938), Politiker (SPD), Mitglied des Bundestages, in Böken geboren
- Helga Schubert (* 1940), Schriftstellerin, lebt in Neu Meteln
- Christa Wolf (1929–2011), wohnte mit ihrem Mann von 1975 bis zum Brand des Hauses 1983 in Neu Meteln und hat ihre Erinnerungen über das Leben in der Kolonie im Buch „Sommerstück“ niedergeschrieben.